# Raúl Argemí
Raúl Argemí (La Plata, 21 febbraio 1946) è uno scrittore argentino.
Scrittore argentino vive attualmente nel suo paese natale, dopo 12 anni passati a Barcellona. Da giovane è stato attore, regista e autore teatrale e militante del gruppo terrorista ERP. Fu arrestato durante il governo della presidente Maria Estela Martinez de Peron per l'assassinio del giudice Jorge V. Quiroga perpetrato insieme al suo compagno del ERP Marino Amador Fernández il giorno 28 aprile 1974. Nel 1980 furono entrambi condannati a 18 anni di detenzione per questo omicidio, ma pochi anni dopo furono amnistiati.
Il suo romanzo di debutto è El Gordo, el Francés y el Ratón Pérez pubblicato nel 1997.
In Italia La Nuova Frontiera ha pubblicato tre suoi libri, nel 2006 Penultimo nome di battaglia, nel 2008 Patagonia ciuf ciuf e nel 2010 L'ultima carovana della Patagonia.

## Opere

### Romanzi
- El Gordo, el Francés y el Ratón Pérez, 1997
- Los muertos pierden siempre los zapatos, 2002
- Penúltimo nombre de guerra 2004
  - Traduzione italiana a cura di Raul Schenardi: Penultimo nome di battaglia, La Nuova Frontiera, 2006. ISBN 978-888-373-208-9
- Patagonia Chu Chu, 2005
  - Traduzione italiana a cura di Raul Schenardi: Patagonia ciuf ciuf, La Nuova Frontiera, 2008. ISBN 978-886-559-127-7
- Siempre la misma música, 2006
- Retrato de familia con muerta, 2008
- La última caravana, 2008
  - Traduzione italiana a cura di Raul Schenardi: L'ultima carovana della Patagonia, La Nuova Frontiera, 2010. ISBN 978-888-373-141-9